# Mikel Elgezabal
Mikel Elgezabal Fernández (Guernica y Luno, Vizcaya, 8 de octubre de 1979) es un triatleta y exciclista español.

## Biografía

### Ciclismo aficionado
En 2002 ganó la Bizkaiko Bira, y en 2003 ganó el Torneo Euskaldun del calendario amateur vasco-navarro. Sin embargo, Elgezabal no recibió una oferta del equipo profesional vasco Euskaltel-Euskadi para la siguiente temporada.

### Ciclismo profesional
En 2004 pasó al campo profesional con el equipo Costa de Almería-Paternina, con el que llegó a participar en la Vuelta a España. Al finalizar la temporada el equipo desapareció.
Ante la ausencia de ofertas de equipos profesionales, en 2005 Elgezabal se recalificó como ciclista amateur.
En 2006 volvió a convertirse en profesional, fichando por el modesto equipo Atom, de categoría Continental. En 2007, al no encontrar equipo profesional, decidió abandonar el ciclismo en ruta.

### Triatlón
Desde 2007 corre triatlones, patrocinado por Spiuk. En 2008 participó en el Mundial de triatlón, finalizando 22º. En 2009 ganó la Copa de España de larga distancia y participó en el Ironman de Hawái, en el que finalizó 37º.

## Palmarés

### Carretera
No obtuvo victorias como profesional.

### Triatlón
2009
- Copa de España de larga distancia

2017
- Ganador del prestigioso duatlón de Santo Domingo de la calzada 2017

## Resultados en Grandes Vueltas y Campeonato del Mundo
Durante su carrera deportiva ha conseguido los siguientes puestos en las Grandes Vueltas y en los Campeonatos del Mundo en carretera:
| Carrera         | 2004 | 2006 |
| --------------- | ---- | ---- |
| Giro de Italia  | -    | -    |
| Tour de Francia | -    | -    |
| Vuelta a España | -    | -    |
| Mundial en Ruta | -    | -    |

-: No participa

## Equipos
- Costa de Almería-Paternina (2004)
- Atom (2006)